# Замок Кліфден

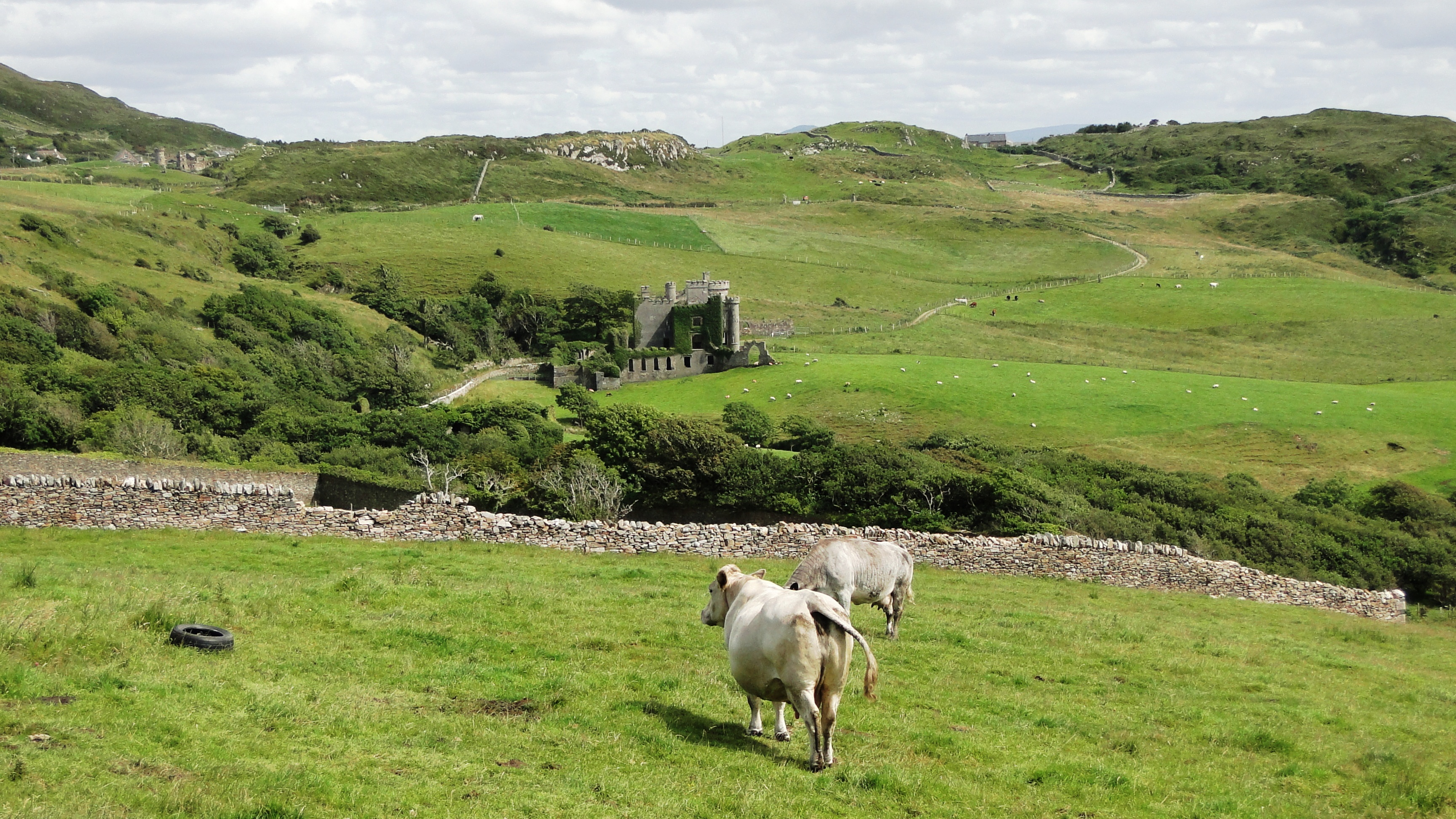
Вид на замок Кліфден з пасовища на пагорбі.

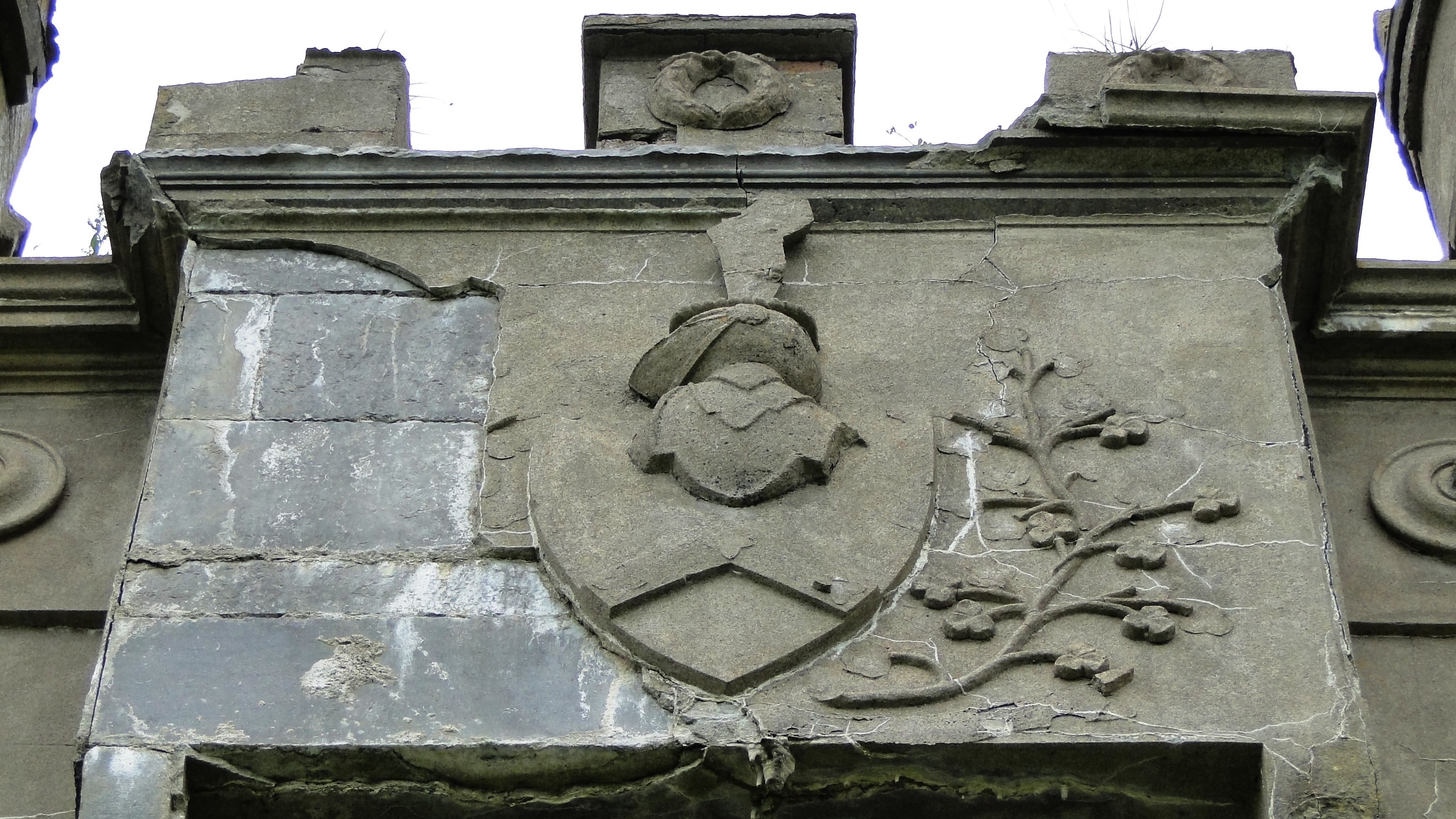
Герб родини Ейр на стінах замку Кліфден.

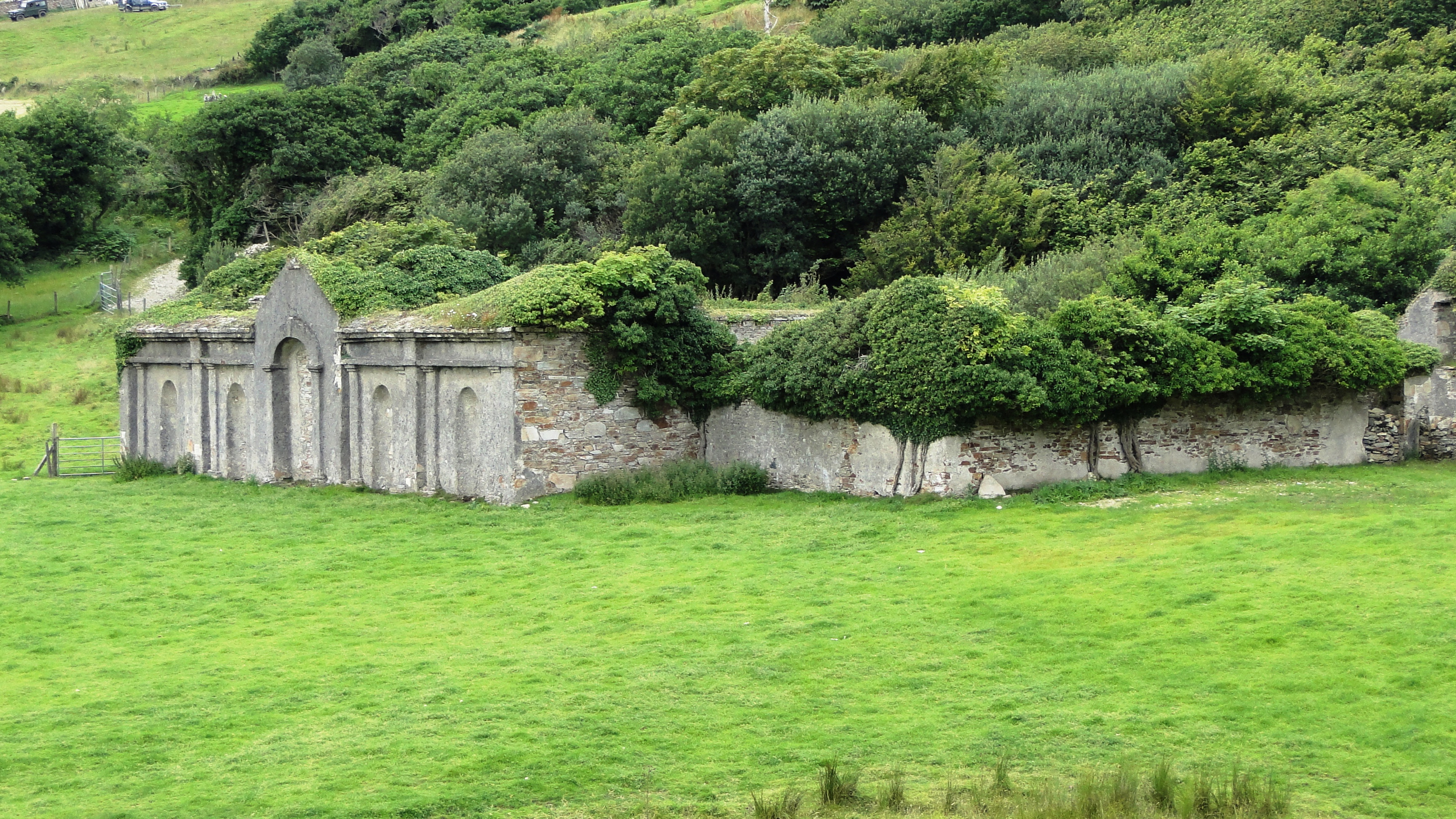
Руїни споруд біля замку Кліфден.

Замок Кліфден (англ. Clifden Castle) — один із замків Ірландії. Розташований в графстві Ґолвей, в місцевості Коннемара, недалеко від однойменного міста Кліфден. Побудований в 1818 році місцевим землевласником Джоном Д'Арсі в неоготичному стилі. У 1894 році був закинутий і став безлюдний, поступово перетворювався в руїни і пустку. У 1935 році замок перейшов у власність групи орендарів, що мали володіти ним спільно. Але ці орендарі розорилися і замок продовжує лишатися без господаря і руйнуватися. Географічні координати замку: 53,49178°N 10,05673°W

## Історія замку Кліфден
Власником землі і будівничим замку був Джоном Д'Арсі (1785—1839). Замок будувався для нього і для його сім'ї — для проживання. Хоча він мало турбувався про будівництво замку, він в той час займався побудовою міста. Будівництво замку тривало в 1815—1818 роках. Протягом наступних десятиліть замок служив місцем основного проживання родини Д'Арсі. Земля навколо замку була доволі заболочена. але була успішно осушена.
У 1839 році Джон Д'Арсі помер, його старший син — Гіацинт Д'Арсі успадкував маєток. Проте, Гіацинт Д'Арсі (1806? -1874) був не настільки вправним господарем, як його батько, мав проблеми з фінансами та з орендарями землі. У 1845 році в Ірландії настав жахливий голод. Померли мільйони людей, населення Ірландії зменшилось більше ніж наполовину. Як наслідок цього, рента та дохід родини Д'Арсі сильно зменшилися. З 11 по 21 вересня 1846 року мешканці земель Гіацинта Д'Арсі зібралися перед його замком і просили дати їм роботу або їжі.
Зрештою, маєток Д'Арсі збанкрутував і замок Кліфден був одним з частин маєтку, які були виставлені на аукціон за борги 18 листопада 1850. Томас і Чарльз Ейр — два брати з Бат, що жили в Сомерсеті та Лондоні, купили замок Кліфден, велику частину міста і навколишні землі за 21,245 фунтів стерлінгів. Вони були заставоутримувачі садиби з 1837 року, незадовго до смерті Джона Д'Арсі.
Сімейство Ейр використовувало замок як будинок відпочинку. У 1850-ті роки замок був дещо перебудований, зробили новий дах і фасад, щоб задовольнити смак нових власників. Томас Ейр викупив частку Чарльза 16 липня 1864 — за два роки до своєї смерті. Замок і маєток Кліфден перед смертю він подарував своєму племіннику — Джону Джозефу Ейру з Сент-Джонс Вуда, Лондон.
Сім'я Ейр була сім'єю типових землевласників свого часу. Джон Джозеф Ейр помер 15 квітня 1894 року. Після його смерті утворилось товариство управління його майном. Цей траст керував маєтками Джона Джозефа Ейра і шестеро дітей його отримули прибутки. Але жоден власник чи управляючий не відвідували після того замок Кліфден, що перетворився на пустку. Замок занепав, землі навколо були здані в оренду для випасання худоби місцевим жителям, спроби агентів продати замок і майно не увінчалися успіхом. Всі землі, крім дідизни були в кінцевому підсумку Земельною Радою та Земельною Комісією.
У 1917 році Дж. Б. Джойс — місцевий різник, купив замок і землі. Проте, цей продаж мав наслідком конфлікт. Дідизни навколо замку Кліфден було близько 200 акрів (81 га). Численні колишні орендарі дрібних господарств, які купили свої володіння за допомогою Земельної Комісії хотіли розширити свої ферми за рахунок цієї землі. У 1913 році ця земля була запропонована на продаж за ціною 2 100 фунтів стерлінгів. Фермери були зацікавлені в покупці, але не було прийнято жодного рішення. Потім в 1917 році Дж. Джойс купив землю. Місцевий католицький священик Канон Патрік Мак Елпайн почав «серйозні, а іноді насильницькі» дії проти цієї покупки, яку він вважав грабіжницькою. З амвона Мак Елпайн засудив Джойса як «крадія землі» і сказав, що він «топтав могили хапуг і через шість місяців він буде топтати могилу Крадія Кліфдена і не буде і шести футів глини над ним». Все місто Кліфдена повстало проти Дж. Джойса, хоча Шинн Фейн підтримував його. Фермери проганяли худобу Джойса зі своєї землі, поставити свої власні загорожі на своїх полях і забарикадували ворота проти нього. Переговори з жителями міста з цього питання призвели до бійки, кидання камінням в поліцію, поранення поліцейських. Юридичні конфлікти тривали до січня 1920 року, коли суддя підтвердив право власності Джойса. Проте, мешканці не визнати рішення суду і продовжували свої дії. Тільки після того, як Шинн Фейн та арбітражний суд запропонували угоду у вересні 1920 року, Джойс був згоден продати землю. Замок і земля навколо нього був продані за 2300 фунтів плюс судові витрати, плюс 150 фунтів за збитки. Угода постулювала, що замок мав бути «збережений, як власність народу міста Кліфден». У листопаді 1921 року був створений кооператив. Незважаючи на це, мешканці поділили землю між собою. У травні 1935 Земельна Комісія придбала землю в кооперативу і передала замок Кліфден у власність орендарів, які мали володіти ним спільно. Але про замок ніхто не турбувався і він перетворився на цілковиту руїну.

## Особливості архітектури
Замок фасадом обернений на південь, з видом на затоку Кліфден. Він був побудований в неоготичному стилі, що був популярним на початку 1800-х років. Оригінальні конструкції замку включають округлу вежу на південному сході, квадратну вежу і в'їзну вежу з двома круглими баштами. Проте, найцікавіші декоративні особливості датуються 1850—1860 роками і були побудовані для родини Ейр.
Біля замку є великий шлюз, побудований в 1815 році в середньовічному стилі. Крім того, Д'Арсі мав на своїй землі кілька давніх мегалітів, чотири залишаються біля звивистої дороги між шлюзом і будинком. Один з них, можливо, насправді є справжнім доісторичного мегалітом, що відігравав культову функцію в часи неоліту.
На захід від замку було ще кілька споруд — магазини, склади, будинки для робітників. Поруч був Поруч був за стіною сад з колодязем і ставок.
На дідизні є також залишки «морського храму», зробленого з морських мушель на схід від замку. Близько до дороги на північ є дитяче кладовище, зроблене для трьох дітей родини Ейр, що померли в 1880 році.